# Az Amerikai Egyesült Államok munkaügyi minisztereinek listája
Az Amerikai Egyesült Államok munkaügyi minisztere tagja az Egyesült Államok kabinetjének, a Munkaügyi Minisztérium vezetőjeként. Ő irányítja a minisztériumot, tesz szakszervezetekkel, munkakörülményekkel kapcsolatos törvényjavaslatokat és biztosítja a törvények végrehajtását.
Korábban egy minisztériumként létezett a Kereskedelmi Minisztériummal, a Kereskedelmi és Munkaügyi Minisztérium név alatt. A Kereskedelmi Minisztériumot napjainkban a kereskedelmi miniszter irányítja.
A jelenlegi megbízott miniszter Vincent Micone.

## Munkaügyi miniszterek
| #  | Munkaügyi miniszterek | Munkaügyi miniszterek  | Munkaügyi miniszterek | Állam                | Hivatali idő kezdete | Hivatali idő vége    | Elnök | Elnök                 |
| #  | Portré                | Név                    | Párt                  | Állam                | Hivatali idő kezdete | Hivatali idő vége    | Párt  | Név                   |
| -- | --------------------- | ---------------------- | --------------------- | -------------------- | -------------------- | -------------------- | ----- | --------------------- |
| 1  | Wilson                | William B. Wilson      |                       | Pennsylvania         | 1913. március 6.     | 1921. március 4.     |       | Woodrow Wilson        |
| 2  | Davis                 | James J. Davis         |                       | Pennsylvania         | 1921. március 5.     | 1930. november 30.   |       | Warren G. Harding     |
| 2  | Davis                 | James J. Davis         | Calvin Coolidge       | Pennsylvania         | 1921. március 5.     | 1930. november 30.   |       |                       |
| 2  | Davis                 | James J. Davis         | Herbert Hoover        | Pennsylvania         | 1921. március 5.     | 1930. november 30.   |       |                       |
| 3  | Doak                  | William N. Doak        |                       | Virginia             | 1930. december 9.    | 1933. március 4.     |       |                       |
| 4  | Perkins               | Frances Perkins        |                       | New York             | 1933. március 4.     | 1945. június 30.     |       | Franklin D. Roosevelt |
| 4  | Perkins               | Frances Perkins        | Harry S. Truman       | New York             | 1933. március 4.     | 1945. június 30.     |       |                       |
| 5  | Schwellenbach         | Lewis B. Schwellenbach |                       | Washington           | 1945. július 1.      | 1948. június 10.     |       |                       |
| 6  | Tobin                 | Maurice J. Tobin       |                       | Massachusetts        | 1948. augusztus 13.  | 1953. január 20.     |       |                       |
| 7  | Durkin                | Martin P. Durkin       |                       | Maryland             | 1953. január 21.     | 1953. szeptember 10. |       | Dwight D. Eisenhower  |
| 8  | Mitchell              | James P. Mitchell      |                       | New Jersey           | 1953. október 9.     | 1961. január 20.     |       | Dwight D. Eisenhower  |
| 9  | Goldberg              | Arthur Goldberg        |                       | Illinois             | 1961. január 21.     | 1962. szeptember 20. |       | John F. Kennedy       |
| 10 | Wirtz                 | W. Willard Wirtz       |                       | Illinois             | 1962. szeptember 25. | 1969. január 20.     |       | John F. Kennedy       |
| 10 | Wirtz                 | W. Willard Wirtz       | Lyndon B. Johnson     | Illinois             | 1962. szeptember 25. | 1969. január 20.     |       |                       |
| 11 | Shultz                | George P. Shultz       |                       | Illinois             | 1969. január 22.     | 1970. július 1.      |       | Richard Nixon         |
| 12 | Hodgson               | James D. Hodgson       |                       | Kalifornia           | 1970. július 2.      | 1973. február 1.     |       | Richard Nixon         |
| 13 | Brennan               | Peter J. Brennan       |                       | New York             | 1973. február 2.     | 1975. március 15.    |       | Richard Nixon         |
| 13 | Brennan               | Peter J. Brennan       | Gerald Ford           | New York             | 1973. február 2.     | 1975. március 15.    |       |                       |
| 14 | Dunlop                | John T. Dunlop         |                       | Massachusetts        | 1975. március 18.    | 1976. január 31.     |       |                       |
| 15 | Usery                 | William Usery Jr.      |                       | Georgia              | 1976. február 10.    | 1977. január 20.     |       |                       |
| 16 | Marshall              | Ray Marshall           |                       | Texas                | 1977. január 27.     | 1981. január 20.     |       | Jimmy Carter          |
| 17 | Donovan               | Raymond J. Donovan     |                       | New Jersey           | 1981. február 4.     | 1985. március 15.    |       | Ronald Reagan         |
| 18 | Brock                 | Bill Brock             |                       | Tennessee            | 1985. április 29.    | 1987. október 31.    |       | Ronald Reagan         |
| 19 | McLaughlin            | Ann Dore McLaughlin    |                       | District of Columbia | 1987. december 17.   | 1989. január 20.     |       | Ronald Reagan         |
| 20 | Dole                  | Elizabeth Dole         |                       | Kansas               | 1989. január 25.     | 1990. november 23.   |       | George H. W. Bush     |
| 21 | Martin                | Lynn M. Martin         |                       | Illinois             | 1991. február 22.    | 1993. január 20.     |       | George H. W. Bush     |
| 22 | Reich                 | Robert Reich           |                       | Massachusetts        | 1993. január 22.     | 1997. január 20.     |       | Bill Clinton          |
| 23 | Herman                | Alexis Herman          |                       | Alabama              | 1997. május 1.       | 2001. január 20.     |       | Bill Clinton          |
| 24 | Chao                  | Elaine Chao            |                       | Kentucky             | 2001. január 29.     | 2009. január 20.     |       | George W. Bush        |
| –  | Radzely               | Howard Radzely         |                       | Pennsylvania         | 2009. január 20.     | 2009. február 2.     |       | Barack Obama          |
| –  | Hugler                | Ed Hugler              |                       | Pennsylvania         | 2009. február 2.     | 2009. február 24.    |       | Barack Obama          |
| 25 | Solis                 | Hilda Solis            |                       | Kalifornia           | 2009. február 24.    | 2013. január 22.     |       | Barack Obama          |
| –  | Harris                | Seth Harris            |                       | New York             | 2013. január 22.     | 2013. július 23.     |       | Barack Obama          |
| 26 | Perez                 | Tom Perez              |                       | Maryland             | 2013. július 23.     | 2017. január 20.     |       | Barack Obama          |
| –  | Hugler                | Ed Hugler              |                       | Pennsylvania         | 2017. január 20.     | 2017. április 27.    |       | Donald Trump          |
| 27 | Acosta                | Alexander Acosta       |                       | Florida              | 2017. április 28.    | 2019. július 19.     |       | Donald Trump          |
| –  | Pizzella              | Patrick Pizzella       |                       | Virginia             | 2019. július 20.     | 2019. szeptember 30. |       | Donald Trump          |
| 28 | Scalia                | Eugene Scalia          |                       | Virginia             | 2019. szeptember 30. | 2021. január 20.     |       | Donald Trump          |
| –  | Stewart               | Al Stewart             |                       | Virginia             | 2021. január 20.     | 2021. március 23.    |       | Joe Biden             |
| 29 | Walsh                 | Marty Walsh            |                       | Massachusetts        | 2021. március 23.    | 2023. március 11.    |       | Joe Biden             |
| –  | Walsh                 | Julie Su               |                       | Kalifornia           | 2023. március 11.    | 2025. január 20.     |       | Joe Biden             |
| –  | Walsh                 | Vince Micone           |                       | Kalifornia           | 2025. január 20.     | hivatalban           |       | Donald Trump          |

## Utódlási sorrend
Az utódlási sorrend a Munkaügyi Minisztériumban:
1. Helyettes munkaügyi miniszter
2. Munkaügyi főügyvéd
3. Az adminisztráció és menedzsment helyettes minisztere
4. Politikai helyettes miniszter
5. Kongresszusi és kormányközi helyettes miniszter
6. Munkáltatási és képzési helyettes miniszter
7. Munkavállalói juttatásbiztonsági helyettes miniszter
8. Munkahelyi biztonsági és egészségügyi helyettes miniszter
9. Bányászbiztonsági és egészségügyi helyettes miniszter
10. Közügyi helyettes miniszter
11. Pénzügyi főtisztviselő
12. Fizetési és munkaidei adminisztrátor
13. Veteránmunkáltatási és képzési helyettes miniszter
14. Fogyatékosmunkáltatási helyettes miniszter
15. Helyettes munkaügyi főügyvéd (a Munkaügyi főügyvéd első asszisztense)
16. Helyettes politikai helyettes miniszter (a Politikai helyettes miniszter első asszisztense)
17. Helyettes kongresszusi helyettes miniszter (a Kongresszusi és kormányközi helyettes miniszter első asszisztense)
18. Helyettes munkáltatási és képzési helyettes miniszter (a Munkáltatási és képzési helyettes miniszter első asszisztense)
19. Helyettes politikai helyettes miniszter (a Munkavállalói juttatásbiztonsági helyettes miniszter első asszisztense)
20. Helyettes munkahelyi biztonsági és egészségügyi helyettes miniszter (a Munkahelyi biztonsági és egészségügyi helyettes miniszter első asszisztense)
21. Helyettes bányászbiztonsági és egészségügyi helyettes miniszter (a Bányászbiztonsági és egészségügyi helyettes miniszter első asszisztense)
22. Regionális főügyvéd (Dallas)
23. Az Adminisztrációs és Menedzsment Iroda regionális adminisztrátora (Hatos régió, Dallas)